# Wolfgang Laufer
Wolfgang Laufer (* 17. März 1940 in Bübingen; † 23. Mai 2022 in Saarbrücken) war ein deutscher Archivar.

## Leben
Von 1946 bis 1954 besuchte Laufer die katholische Volksschule Bübingen und anschließend von 1954 bis 1958 das Aufbaugymnasium der Steyler Missionare in Geilenkirchen sowie von 1958 bis 1961 das Staatliche Aufbaugymnasium in Lebach. Er studierte von 1961 bis 1970/71 die Fächer Germanistik, Kunstgeschichte und Geschichte an der Universität des Saarlandes und wurde 1971 mit einer Dissertation über die Sozialstruktur der Stadt Trier in der frühen Neuzeit promoviert. Es folgte im selben Jahr das Referendariat im saarländischen Archivdienst an der Archivschule Marburg, das er 1973 als Archivassessor abschloss. Anschließend ging er an das Landesarchiv Saarbrücken, das er seit 1973 stellvertretend und von 1995 bis 2003 als Direktor leitete. Er war Mitglied der Kommission für Saarländische Landesgeschichte.

## Schriften
- Die Sozialstruktur der Stadt Trier in der frühen Neuzeit (= Rheinisches Archiv. Veröffentlichungen des Instituts für Geschichtliche Landeskunde der Rheinlande an der Universität Bonn. Bd. 86). Röhrscheid, Bonn 1973, ISBN 978-3-7928-0334-9.
- Archive diesseits und jenseits der Grenzen. Geschichte und Aufgaben, Gemeinsamkeiten und Unterschiede. Referate der Internationalen Archivfachtagung Saarbrücken 19.–20. Oktober 2000 = Les archives en-deça et au-delà des frontières. Regards sur le passé, missions présentes et futures, convergences et divergences. Koblenz 2003, ISBN 978-3-931014-65-0.
- Bübingen. Vom Bauerndorf zum Industrieort (1815–1914). Geschichte von Saarbrücken-Bübingen im 19. und beginnenden 20. Jahrhundert. Mit Zeittafel (1310–2016). Saarbrücken 2018, ISBN 978-3-946036-89-0.
- Stadt und Herrschaft Blieskastel unter den Grafen von der Leyen und unter französischer Hoheit (1660–1793/94–1815). Gesammelte Beiträge von Wolfgang Laufer (=Veröffentlichungen des Instituts für Landeskunde im Saarland. Bd. 50). Hrsg. von Heinz Quasten. Saarbrücken 2015, ISBN 978-3-923877-50-8.

## Herausgeberschaften
- Bübingen. Ein Dorf im alten Reich. Geschichte des Ortes Bübingen (Saarbrücken-Bübingen) bis 1815. Saarbrücken 1989, ISBN 978-3-925036-35-4.